# Самосёлы Сильверадо
«Самосёлы Сильверадо» (англ. The Silverado Squatters) — автобиографическая книга (травелог) шотландского писателя Роберта Луиса Стивенсона, впервые изданная в 1883 году. Книга описывает двухмесячное путешествие по долине Напа в 1880 году, пришедшееся на медовый месяц Стивенсона и его жены Фанни. Молодожёнов сопровождал её сын Ллойд Осборн.

## Предыстория
Фрэнсис Матильда Ван де Грифт происходила из семьи голландских иммигрантов. Она родилась 10 марта 1840 года в Индианаполисе. В 1857 году она вышла замуж за Самуэля Осборна, будущего участника Гражданской войны. Из-за многочисленных разногласий и неверности мужа в 1875 году Фрэнсис оставила его. Она перебралась с тремя детьми в Европу: сначала к дальним родственникам в Антверпен, а после в Париж. Там она вместе со старшей дочерью Изабэль поступила в академию Жюлиана. В 1876 году из-за стеснённого материального положения она покинула Париж и перебралась в Гре-сюр-Луэн, где и встретилась со Стивенсоном. Роберт в то время путешествовал с другом на байдарках по рекам Бельгии и Франции. Стивенсона очаровала сильная личностью Фрэнсис и её прошлое. В нём писателю виделись приключенческие черты. Друзья семьи вспоминали, что Фрэнсис прекрасно владела пистолетами и делала самокрутки. Последнее тоже могло очаровать заядлого курильщика Стивенсона.
В 1878 году Фрэнсис поспешно вернулась в США и вскоре телеграфировала, что собирается развестись с мужем. Стивенсон не мог себе позволить трансатлантическое путешествие, а отец отказал ему в займе. В результате Стивенсон прибыл в США только в 1879 году. Они обручились в мае 1880 года. Из-за недостатка средств молодожёны отправились в путешествие по долине Напа на перекладных. Некоторое время они прожили на заброшенном серебряном прииске Сильверадо. На прииске они расположились самосёлами (англ. squatting). Отсюда и происходит название книги.

## Содержание
Книга описывает «медовый месяц», который супруги провели в трёхэтажном бараке на заброшенном шахтерском лагере под названием «Сильверадо» на склоне горы Святой Елены в горах Маякамы. Они перебрались туда после того, как проживание в отеле «Горячие ключи» в Калистоге стало для них непосильным (10 долларов в неделю).
Стивенсон путешествует по округе и описывает свои встречи с местными жителями. Впервые пользуется телефоном. Общается с виноделами долины Напа: те маркируют бутылки, будто они произведены в Испании, — чтобы продать американцам, скептически настроенным к калифорнийским винам. Встречается с бывшим шведским моряком, на землях которого расположен каменный лес. Стивенсон подробно рассказывает об общении с еврейским торговцем, которого сравнивает с персонажем романа Чарльза Диккенса (вероятно, с Фейгином из «Приключений Оливера Твиста»). Он изображает его беспечным, но способным виртуозно заинтриговать покупателя, чтобы заработать. Подобно Диккенсу в «Американских записках» (1842), Стивенсон замечает, что трудно привыкнуть к американской привычке плевать на пол.
Многие из калифорнийских пейзажных зарисовок позже были использованы Стивенсоном в романе «Остров сокровищ».

## События после публикации
Большую часть первого тиража книги выкупил отец Стивенсона, считавший, что американские приключения сына в компании разведённой женщины непристойны и навлекают позор на семью. Путешествие из Шотландии в Монтерей, где его ждала Фрэнсис, Стивенсон описал в изданных существенно позднее книгах «Эмигрант-любитель» и «Через равнины». Вместе они образуют тематическую трилогию. Однако полностью мемуары Стивенсона об американском путешествии были опубликованы только в 1895 году, через год после смерти писателя. Сегодня в местах, описанных в книге, расположен Национальный парк Роберта Луиса Стивенсона. В городке Сент-Хелина работает «Музей Сильверадо», посвященный пребыванию писателя в Калифорнии.